# Hallesche Straße 1, 2, 2a, 4, 5, 18, 19

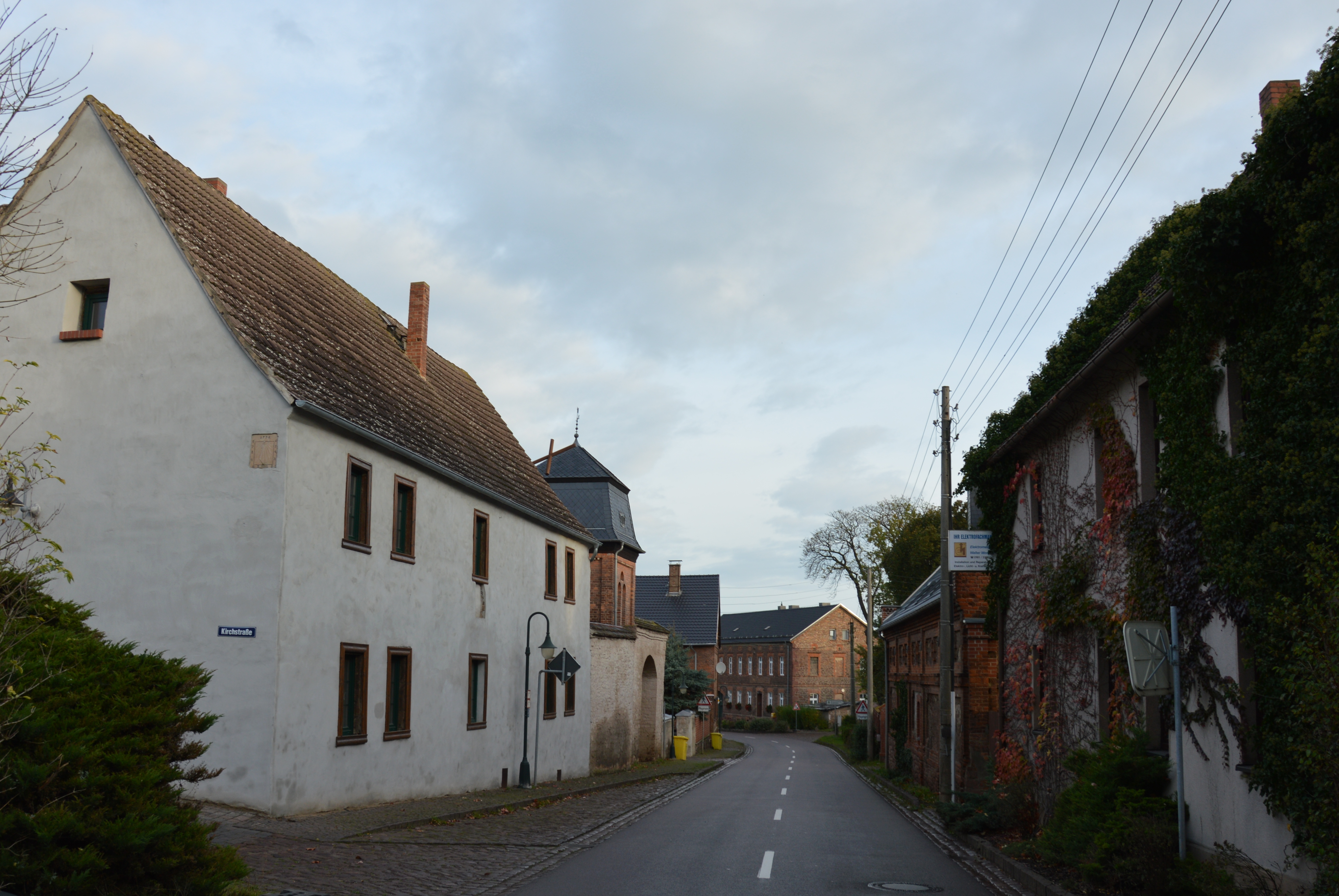
Hallesche Straße

Hallesche Straße 1, 2, 2a, 4, 5, 18, 19 ist ein denkmalgeschützter Straßenzug im zur Gemeinde Petersberg gehörenden Dorf Kaltenmark in Sachsen-Anhalt.
Er befindet sich im Ortszentrum von Kaltenmark und zieht sich als Hauptstraße vom südlichen Ortseingang zum zentral gelegenen Platz vor dem ehemaligen Gasthaus des Orts. Westlich der Straße befinden sich die das Straßenbild prägenden Gebäude des Gutshofs mit Wohnhaus, Wirtschaftsgebäuden und insbesondere Toreinfahrt und Torturm. Zum Denkmalbereich gehört auch das als Einzeldenkmal ausgewiesene Wohnhaus Hallesche Straße 5. Ursprünglich gehört zum Denkmalbereich auch das in der Straße verlegte Natursteinpflaster, das jedoch nicht erhalten ist.
Im örtlichen Denkmalverzeichnis ist der Straßenzug unter der Erfassungsnummer 094 55147 als Denkmalbereich verzeichnet. Noch im Denkmalverzeichnis des Jahres 1997 wurden die Gebäude Hallesche Straße 18 und 19 nicht zum Denkmalbereich gezählt.